# VG-10
VG-10 (сокращение от V-Gold № 10) — легированная кобальтом и молибденом высокоуглеродистая коррозионностойкая сталь.
VG-10 была специально разработана компанией Takefu Special Steel Co., Ltd. (Япония) для нужд ножевой промышленности. Используется в производстве ножей таких японских брендов, как Tojiro,  Mcusta, Mikadzo а также в производстве некоторых моделей неяпонских брендов Spyderco, Cold Steel, Camillus, Fällkniven, Browning, но клинки для них, а то и ножи целиком, как правило производятся в Японии. Вязкость этой стали достаточна для того, чтобы сохранять режущую кромку даже при закалке до твёрдости 60-62 RС.

## Состав
- C 0,95-1,05 %;
- Cr 14,50-15,50 %;
- Со 1,30-1,50 %;
- V 0,50 %;
- Mo 0,90-1,20 %.